# Hippocrepis brevipetala
Espèce
Hippocrepis brevipetala est une espèce de plantes à fleurs de la famille des Fabaceae endémique d'Afrique du Nord et trouvée en  Tunisie et en Algérie.